# Beira Grande
Beira Grande é uma povoação portuguesa do Município de Carrazeda de Ansiães que foi sede da extinta Freguesia de Beira Grande, freguesia que tinha 14,76 km² de área e 144 habitantes (2011), e, por isso, uma densidade populacional de 9,8 hab/km².
A Freguesia de Beira Grande foi extinta em 2013, no âmbito de uma reforma administrativa nacional, tendo sido agregada às freguesias de Lavandeira e Selores, para formar uma nova freguesia denominada União das Freguesias de Lavandeira, Beira Grande e Selores com a sede em Lavandeira.

## População
| População da freguesia de Beira Grande | População da freguesia de Beira Grande | População da freguesia de Beira Grande | População da freguesia de Beira Grande | População da freguesia de Beira Grande | População da freguesia de Beira Grande | População da freguesia de Beira Grande | População da freguesia de Beira Grande | População da freguesia de Beira Grande | População da freguesia de Beira Grande | População da freguesia de Beira Grande | População da freguesia de Beira Grande | População da freguesia de Beira Grande | População da freguesia de Beira Grande | População da freguesia de Beira Grande |
| -------------------------------------- | -------------------------------------- | -------------------------------------- | -------------------------------------- | -------------------------------------- | -------------------------------------- | -------------------------------------- | -------------------------------------- | -------------------------------------- | -------------------------------------- | -------------------------------------- | -------------------------------------- | -------------------------------------- | -------------------------------------- | -------------------------------------- |
| 1864                                   | 1878                                   | 1890                                   | 1900                                   | 1911                                   | 1920                                   | 1930                                   | 1940                                   | 1950                                   | 1960                                   | 1970                                   | 1981                                   | 1991                                   | 2001                                   | 2011                                   |
| 430                                    | 409                                    | 405                                    | 455                                    | 468                                    | 394                                    | 468                                    | 496                                    | 482                                    | 360                                    | 288                                    | 330                                    | 260                                    | 194                                    | 144                                    |